# Hyperaspis oculaticauda
Hyperaspis oculaticauda är en skalbaggsart som beskrevs av Thomas Casey 1899. Hyperaspis oculaticauda ingår i släktet Hyperaspis och familjen nyckelpigor. Inga underarter finns listade i Catalogue of Life.